# François-Gabriel Roussel
Pour les articles homonymes, voir Roussel.
François-Gabriel Roussel, né le 27 mars 1957 à Paris, est un auteur et chercheur français spécialiste des métavers. Il est maître de conférence émérite à l'université Paris-Est-Créteil-Val-de-Marne, et chercheur au laboratoire Communication, information, médias (CIM) de l'université Sorbonne-Nouvelle.

## Biographie
François-Gabriel Roussel est docteur en littérature française. En 1985, il soutient sa thèse à l'université Sorbonne-Nouvelle (Paris 3), sous la direction de Jean Dufournet, intitulée L'éthique amoureuse dans les lais des XIIe et XIIIe siècles. Il travaille deux ans à l'université fédérale de Paraíba, à Campina Grande, au Brésil en 1982-1983, avant d'être nommé professeur à l'université Sorbonne Paris Nord (Paris 13). À partir de 1987, il enseigne à l'université Paris-Est-Créteil-Val-de-Marne (Paris 12), au Centre de littérature comparées et au département de Communication politique et publique, et à partir de 2012 à l'université Sorbonne-Nouvelle, au Centre d'étude sur les images et les sons médiatiques (LabEx ICCA).

## Travaux
François-Gabriel Roussel étudie la construction des réalités collectives (constructivisme), les concepts d'États et de nation puis la médiation publicitaire des identités, avant de se spécialiser dans les années 1990 dans les sciences de l'information et de la communication. Il poursuit les recherches du psychologue et sociologue américain Paul Watzlawick, membre fondateur de l'École de Palo Alto, et propose une typologie de la réalité en quatre ordres. Un premier ordre défini comme objectif, palpable et vérifiable, un deuxième ordre défini comme conventionnel, social et culturel, un troisième ordre défini comme virtuel, celui des métavers — mondes numériques persistants — et un quatrième ordre subjectif, individuel et psychique.
Le 30 juin 2014, il organise un colloque international sur les métavers à l'université Sorbonne-Nouvelle, où sont posés les fondements du « métaversalisme », science de l'étude des métavers,,. En 2015, il publie un roman de science-fiction, Le Monde plus que parfait de Speedy le Hacker, dont l'action se déroule notamment sur Second Life en 2025,. Il travaille sur l'histoire et les évolutions des métavers, et collabore comme experts auprès de médias et du gouvernement, comme pour la Mission interministérielle sur le développement des métavers,,,.

## Publications

### Ouvrages
- François G Roussel, Le Monde plus que parfait de Speedy le Hacker, Paris, L'Harmattan, 2015, 204 p. (ISBN 978-2-343-06871-8, présentation en ligne)
- François-Gabriel Roussel (dir.) et Julien Péquignot (dir.), Les Métavers - Dispositifs, Usages et Représentations, Paris, L'Harmattan, coll. « Questions contemporaines / Questions de Communication », 2015, 166 p. (ISBN 978-2-343-07063-6, présentation en ligne)
- François-Gabriel Roussel, Les Mondes virtuels : Panorama et Perspectives, Paris, L'Harmattan, coll. « Questions contemporaines / Questions de Communication », 2012, 106 p. (ISBN 978-2-296-99456-0, présentation en ligne)
- François-Gabriel Roussel et Madeleine Jeliazkova-Roussel, Dans le Labyrinthe des Réalités : La réalité du réel, au temps du virtuel, Paris, L'Harmattan, coll. « Ouverture philosophique », 2009, 165 p. (ISBN 978-2-296-07844-4, HAL hal-02014331, présentation en ligne)

### Articles scientifiques (sélection)
- François-Gabriel Roussel, « Culture des métavers et culture académique », Communication. Information médias théories pratiques, no Vol. 33/1,‎ 29 janvier 2015 (ISSN 1189-3788, DOI 10.4000/communication.5227, lire en ligne)
- François-Gabriel Roussel, « L’influence d’Internet sur la conception d’images publicitaires », Communication. Information médias théories pratiques, no Vol. 25/1,‎ 15 novembre 2006, p. 240–249 (ISSN 1189-3788, DOI 10.4000/communication.1469, lire en ligne)
- François-Gabriel Roussel, « Vers une réalité de 3e et de 4e ordre ? (réflexions sur le constructivisme contemporain) », Communication & Organisation, vol. 19, no 19,‎ 2001 (lire en ligne)
- François-Gabriel Roussel, « Culture et football », Communication. Information médias théories pratiques, no vol. 19/1,‎ 15 novembre 1999, p. 121–144 (ISSN 1189-3788, DOI 10.4000/communication.6182, lire en ligne)